# (35547) 1998 FV106
1998 FV106 (asteroide 35547) é um asteroide da cintura principal. Possui uma excentricidade de 0.07063290 e uma inclinação de 8.68731º.
Este asteroide foi descoberto no dia 31 de março de 1998 por LINEAR em Socorro.